# قرار مجلس الأمن التابع للأمم المتحدة رقم 1357
قرار مجلس الأمن التابع للأمم المتحدة رقم 1357، المتخذ بالإجماع في 21 حزيران / يونيو 2001، بعد الإشارة إلى القرارات 1031 (1995)، 1035 (1995)، 1088 (1996)، 1103 (1997)، 1107 (1997)، 1144 (1997)، 1168 (1998)، 1174 (1998)، 1184 (1998)، 1247 (1999) و1305 (2000)، مدد المجلس ولاية بعثة الأمم المتحدة في البوسنة والهرسك لفترة حتى 21 يونيو 2002 وصرح للدول المشاركة في قوة تحقيق الاستقرار التي يقودها الناتو على الاستمرار في المهمة لمدة اثني عشر شهرًا أخرى.
وشدد مجلس الأمن على أهمية اتفاقية دايتون (اتفاقية الإطار العام) والأهمية التي يتعين على كرواتيا وجمهورية يوغوسلافيا الاتحادية (صربيا والجبل الأسود) أن تلعبها في عملية السلام في البوسنة والهرسك. وظلت الحالة تشكل تهديدا للسلام والأمن، وكان المجلس عازما على تعزيز حل سلمي للصراع.
عمل المجلس بموجب الفصل السابع من ميثاق الأمم المتحدة، وذكّر السلطات في البوسنة والهرسك وغيرها بمسؤوليتها عن تنفيذ اتفاق دايتون. وشدد على دور الممثل السامي للبوسنة والهرسك في رصد تنفيذه. كما أولى أهمية للتعاون مع المحكمة الجنائية الدولية ليوغوسلافيا السابقة.
وأثنى مجلس الأمن على البلدان المشاركة في قوة تحقيق الاستقرار لمواصلة عملياتها لمدة اثني عشر شهرا إضافية؛ سيتم تمديدها إلى ما بعد هذا التاريخ إذا اقتضت الحالة في البلد ذلك. كما أذن باستخدام التدابير اللازمة، بما في ذلك استخدام القوة والدفاع عن النفس، لضمان الامتثال للاتفاقات وسلامة وحرية تنقل أفراد القوة. وفي نفس الوقت، مُددت ولاية بعثة الأمم المتحدة في البوسنة والهرسك، التي تشمل ولاية قوة الشرطة الدولية، حتى 21 حزيران / يونيو 2002. وحُثت البلدان على توفير التدريب والمعدات والدعم لقوات الشرطة المحلية في البوسنة والهرسك، وطُلب من الأمين العام كوفي عنان تقديم تقارير من الممثل السامي للبوسنة والهرسك..

## روابط خارجية
- نص القرار في undocs.org